# Czarny krzyżyk
Czarny krzyżyk (inc.  Gdym na ciężkie krwawe boje, Iść przed laty miał...) – wiersz Brunona Bielawskiego powstały we Lwowie około 1860. Wiersz powstał w atmosferze przed powstaniem styczniowym, gdy na wieść o sukcesach legionów Giuseppe Garibaldiego we Włoszech, z Polski wyruszali ochotnicy, aby wziąć udział w walkach „Za Waszą i Naszą Wolność” o zjednoczenie Włoch. Poemat stał się popularny w czasie powstania styczniowego. Do popularyzacji wiersza posłużyło wykorzystanie go jako słów do pieśni niezależnie przez dwóch kompozytorów Stanisława Moniuszkę (publikacja około 1865?) i Adama Münchheimera (przypuszczalnie ok. 1889).